# ۴٬۲-دی‌نیتروفنیل‌هیدرازین
۴٬۲-دی‌نیتروفنیل‌هیدرازین (به انگلیسی: 2,4-Dinitrophenylhydrazine) با فرمول شیمیایی C۶H۶N۴O۴ یک ترکیب شیمیایی است. که جرم مولی آن ۱۹۸٫۱۴ g/mol می‌باشد. شکل ظاهری این ترکیب، پودر نارنجی یا قرمز است.

## سنتز
این ترکیب از واکنش بین هیدرآزین سولفات و ۴٬۲-دی‌نیتروکلروبنزن تولید می شود.